# Rhytidochrota peruviana
Rhytidochrota peruviana är en insektsart som beskrevs av Bruner, L. 1910. Rhytidochrota peruviana ingår i släktet Rhytidochrota och familjen gräshoppor. Inga underarter finns listade i Catalogue of Life.